# Nejsledovanější
Nejsledovanější je český dokumentární film pojednávající o životech internetových tvůrců – youtuberů. Do kin vstoupil 14. září 2017. Režisérem je Jiří Sádek. Ve filmu vystupují Pedro, Kovy, Shopaholic Nicol, Gabriela Heclová a dvě sestry Lucie a Nicole z kanálu A Cup of Style.